# Pierre Molinéris
Pierre Jean Baptiste Molineris (Nizza, 21 maggio 1920 – Cuneo, 6 febbraio 2009) è stato un ciclista su strada e dirigente sportivo francese, vinse una tappa al Tour de France 1952. Adatto alle corse in linea ed alle brevi corse a tappe ottenne numerosi piazzamenti e podi in corse del calibro del Giro di Lombardia (terzo nel 1953), Parigi-Nizza (secondo nel 1955) e Critérium du Dauphiné Libéré (quarto nel 1951 e terzo nel 1954).
Anche suo figlio Jean-Luc Bernard Molineris fu un ciclista professionista

## Palmarès
- 1942

Boucles des Sospel
- 1943

Saint Etienne-Le Puy
- 1945

Grand Prix de la Liberation a Nice
Champion de la Loire
- 1946

Grand Prix de Vercos
- 1947

Firminy-Roanne-Firminy
Prix de la Vogue
- 1948

Firminy-Roanne-Firminy
Tour de Haute-Savoie
Nice-Puget-Théniers-Nice
Circuit des six Provinces
- 1949

Firminy-Roanne-Firminy
Nice-Puget-Théniers-Nice
Polymultipliée lyonnaise
6ª tappa Critérium du Dauphiné Libéré
- 1950

Circuit du Mont-Blanc
Grand Prix du Pneumatique
- 1951

Grand Prix de la Tarentaise
Paris-St Amand Montrond
- 1952

4ª tappa Tour de France
2ª tappa Critérium du Dauphiné Libéré
7ª tappa Critérium du Dauphiné Libéré
Ronde de Monaco
- 1953

Circuit du Mont-Blanc
Circuit du Mont Ventoux
Grand Prix Esperanza
1ª tappa Boucles de la Gartempe
- 1954

Circuit de la Vallée d'Ossau
4ª tappa Tour du Sud-Est
- 1955

Circuit du Mont-Blanc
Grand Prix du Pneumatique

### Altri successi
- 1942

Circuit du Théatre Romain (Criterium)
Criterium di Frejus
- 1943

Criterium di Saint-Chamond
- 1945

Criterium di Nice
- 1946

Criterium di Toulon
- 1947

Grand Prix des Docks Besançon (Criterium)
Criterium di Violay
- 1948

Nice-Mont Angel (Corsa in salita)
- 1949

Criterium di Grenoble
- 1950

Circuit de l'Aune (Criterium)
Criterium di Nantua
- 1951

Classifica sclatori Critérium du Dauphiné Libéré
Criterium di Montluçon
- 1952

Criterium di Barcelonette
- 1953

Criterium di Mauriac
Criterium di Aurillac
Criterium di Ussel
- 1954

Classifica sclatori Critérium du Dauphiné Libéré
Criterium di Commentry
Criterium di Saint-Vallier

## Piazzamenti

### Grandi giri
- Tour de France

1948: ritirato
1949: ritirato
1950: 36º
1951: ritirato
1952: ritirato
1953: 38º
1954: 59º
1955: ritirato

### Classiche monumento
- Milano-Sanremo

1950: 9º
- Parigi-Roubaix

1950: 6º
- Liegi-Bastogne-Liegi

1955: 9º
- Giro di Lombardia

1949: 28º
1950: 13º
1952: 18º
1953: 3º

### Competizioni mondiali
- Campionati del mondo

Frascati 1955 - In linea: 11º
- Grand Prix des Nations

1949: 20º